# Cirsium arvense
Il cardo campestre (Cirsium arvense (L.) Scop., 1771) è una pianta angiosperma dicotiledone appartenente alla famiglia delle Asteraceae, nativa dell'area mediterranea.

## Etimologia
Il nome del genere (cirsium) deriva dalla parola greca kirsos = varice; da questa radice deriva poi la denominazione Kirsion, un vocabolo che sembra servisse ad identificare una pianta usata per curare questo tipo di malattia. Da kirsion  in tempi moderni il botanico francese Tournefort (1656 - 708) derivò il nome Cirsium dell'attuale genere.

Il nome italiano “cardo” è abbastanza generico in quanto nel linguaggio comune si riferisce a diversi generi e specie di piante. Tra i generi che vengono chiamati direttamente “cardo”, oppure hanno una o più specie che comunemente si chiamano con questo nome citiamo: Carduus, Carduncellus, Carlina, Centaurea, Cnicus, Cynara, Echinops, Galactites, Jurinea, Onopordum, Scolymus, Silybum, Tyrimnus, tutti della famiglia delle Asteraceae. Ma anche in altre famiglie abbiamo dei generi con delle specie che volgarmente vengono chiamate “cardi” : il genere Eryngium della famiglia delle Apiaceae o il genere Dipsacus della famiglia delle Dipsacaceae.

Il binomio scientifico della pianta di questa voce è stato proposto inizialmente da Carl von Linné (1707 – 1778) biologo e scrittore svedese, considerato il padre della moderna classificazione scientifica degli organismi viventi, perfezionato successivamente dal medico e naturalista italiano Giovanni Antonio Scopoli (Cavalese, 3 giugno 1723 – Pavia, 8 maggio 1788) nella pubblicazione ”Flora Carniolica Exhibens Plantas Carniolae Indigenas et Distributas in Classes Naturales cum Differentiis Specificis, Synonymis Recentiorum, Locis Natalibus, Nominibus Incolarum, Observationibus Selectis, Viribus Medicis. Editio Secunda Aucta et Reformata. Viennae” del 1771.

L'epiteto specifico (arvense = campestre) e quello comune deriva dall'origine ecologica della pianta.

## Descrizione

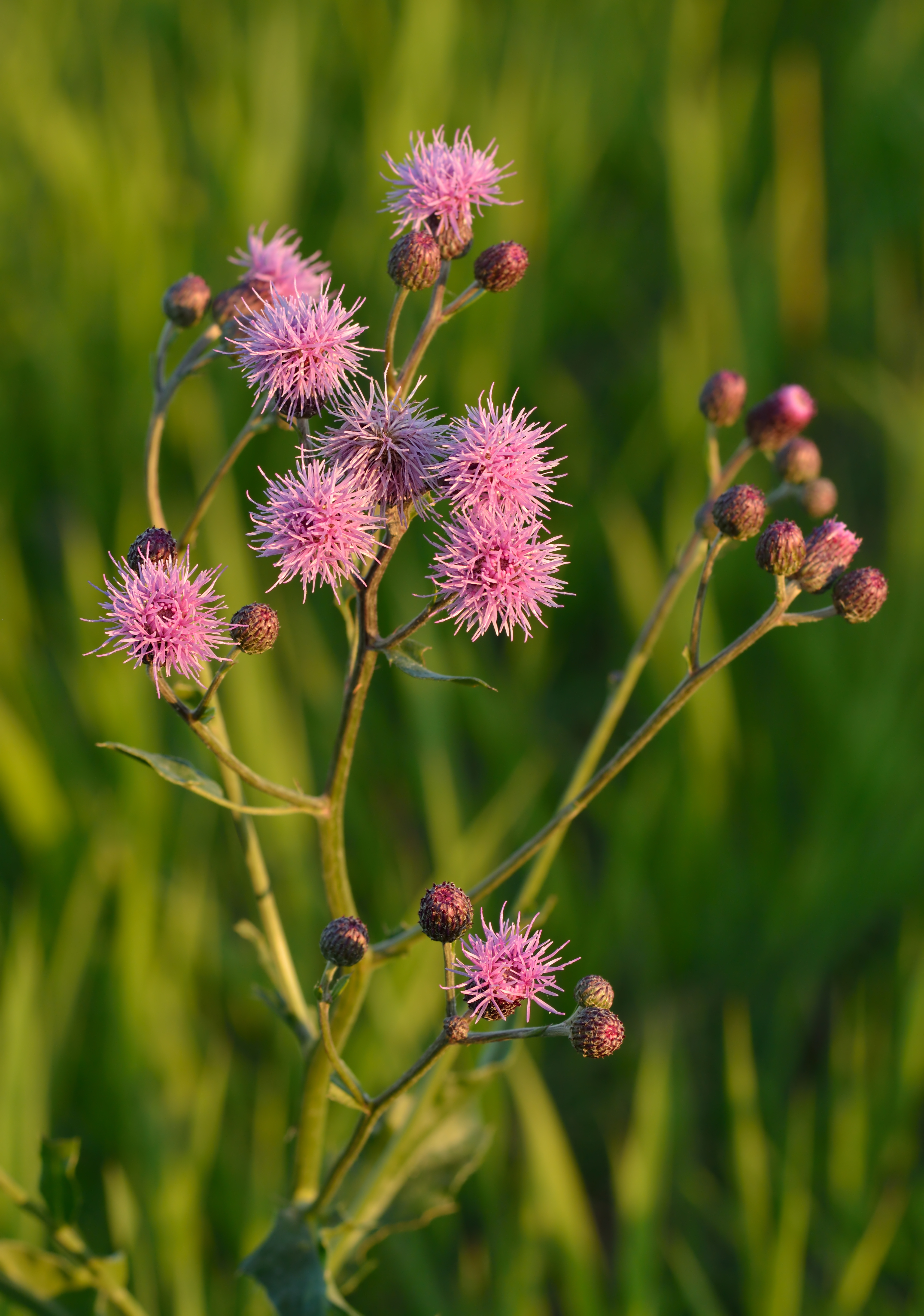

Le specie di questa voce è una pianta perenne con portamento erbacei. Nelle radici sono sempre presenti dei condotti resinosi, meno frequenti nelle parti aeree; mentre solamente nelle parti aeree sono presenti delle cellule latticifere. La forma biologica è geofita radicigemmate (G rad), sono piante perenni con organi sotterranei portanti gemme, dalle quali annualmente si sviluppano le parti aeree.
Il fusto, eretto, solcato longitudinalmente (strie purpuree), pubescente o tomentoso nella parte apicale, può raggiungere 1-1,5 m di altezza. Nella parte ipogea è presente un rizoma. La ramosità si presenta solamente nella metà superiore.
Le foglie, pennato-lobate (ossia pennatopartite con 5 - 7 coppie di lacinie per lato), pubescenti, sono lunghe sino a 8 – 15 cm e larghe 2 – 3 cm e presentano un margine dentato-spinoso. Alla base le foglie sono cuneate e non sono decorrenti. Lungo il caule sono disposte in modo alterno.
Le infiorescenze (composte da capolini più o meno peduncolati) sono scapose. I capolini, discoidi e omogami e privi di foglie bratteali, sono formati da un involucro piriforme arrossato composto da brattee (o squame) disposte su più serie all'interno delle quali un ricettacolo fa da base ai fiori solamente femminili ovvero maschili. Le squame dell'involucro, di tipo fogliaceo o membranoso, sono disposte in modo embricato e scalato; in genere all'apice sono spinose con punte rivolte all'infuori. Il ricettacolo, provvisto di pagliette a protezione della base dei fiori, può essere rivestito di pula (come il chicco del grano o del riso), oppure può essere setoloso, raramente è nudo (senza pagliette). Diametro dei capolini: minore di 2 cm. Dimensione dell'involucro: larghezza 8 mm; lunghezza 12 mm.
I fiori in genere sono tubulosi (del tipo actinomorfi), e sono tetra-ciclici (ossia sono presenti 4 verticilli: calice – corolla – androceo – gineceo) e pentameri (ogni verticillo ha 5 elementi). I fiori sono unisessuali.
- Formula fiorale:

- /x K {\displaystyle \infty }, [C (5), A (5)], G 2 (infero), achenio

- Calice: i sepali del calice sono ridotti ad una coroncina di squame.
- Corolla: la corolla è colorata di rosa ed è formata da un tubo terminante in 5 lobi. Lunghezza della corolla: 15 mm.
- Androceo: gli stami sono 5 con filamenti liberi, papillosi o raramente glabri e distinti, mentre le antere sono saldate in un manicotto (o tubo) circondante lo stilo.[15] Le antere in genere hanno una forma sagittata con base caudata. Il polline normalmente è tricolporato a forma sferica o schiacciata ai poli.
- Gineceo: lo stilo è filiforme con due stigmi divergenti. L'ovario è infero uniloculare formato da 2 carpelli. L'ovulo è unico e anatropo.
- Fioritura: da maggio a settembre.

Il frutto è un achenio con un pappo. Le forme dell'achenio possono essere obovoidi-fusiformi, compresse lateralmente, con areole a inserzione diritta o laterale-abassiale. Il pericarpo dell'achenio possiede delle sclerificazioni radiali spesso provviste di protuberanze. Il pappo è inserito su una piastra apicale all'interno di una anello di tessuto parenchimatico. Le setole del pappo sono disposte su una o più serie e sono decidue come un pezzo unico e si presentano piumose e colorate di bianco-sporco. Lunghezza dell'achenio: 2 mm. Lunghezza del pappo: 10 mm.

## Biologia
- Impollinazione: l'impollinazione avviene tramite insetti (impollinazione entomogama tramite farfalle diurne e notturne).
- Riproduzione: la fecondazione avviene fondamentalmente tramite l'impollinazione dei fiori (vedi sopra).
- Dispersione: i semi (gli acheni) cadendo a terra sono successivamente dispersi soprattutto da insetti tipo formiche (disseminazione mirmecoria). In questo tipo di piante avviene anche un altro tipo di dispersione: zoocoria. Infatti gli uncini delle brattee dell'involucro si agganciano ai peli degli animali di passaggio disperdendo così anche su lunghe distanze i semi della pianta.

## Distribuzione e habitat

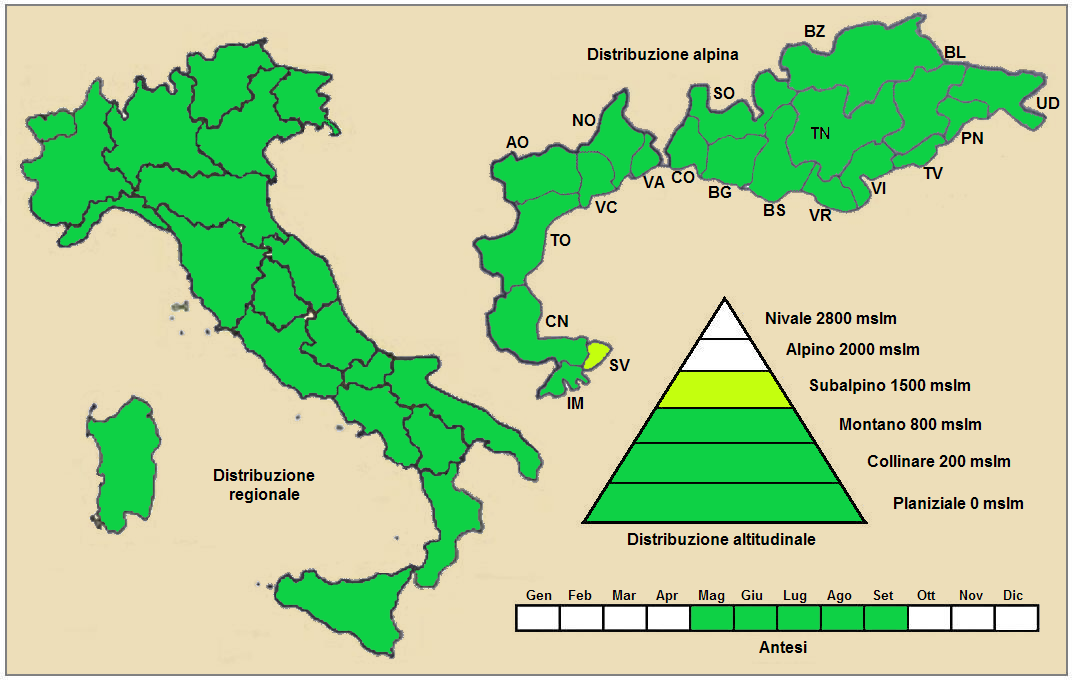
Distribuzione della pianta (Distribuzione regionale – Distribuzione alpina)

- Geoelemento: il tipo corologico (area di origine) è Eurasiatico temperato divenuto Subcosmopolito. Questa specie è nativa dell'area mediterranea (Europa meridionale, Africa del Nord e Medio Oriente)
- Distribuzione: in Italia è una specie comunissima e presente in tutte le regioni, isole comprese. Si trova in tutta Europa e Asia (non tropicale)[2]. Introdotta dall'uomo in America è in atto considerata infestante in Brasile, Canada e Stati Uniti.
- Habitat:  l'habitat preferito per queste piante i campi incolti e i bordi delle vie. Il substrato preferito è calcareo ma anche siliceo con pH neutro, alti valori nutrizionali del terreno che deve essere mediamente umido.[17]
- Distribuzione altitudinale: sui rilievi, in Italia, queste piante si possono trovare fino a 1.750 m s.l.m.. Nelle Alpi frequentano quindi i seguenti piani vegetazionali: collinare, montano e in parte quello subalpino (oltre a quello planiziale).[17]

### Fitosociologia

#### Areale alpino
Dal punto di vista fitosociologico alpino Cirsium arvense appartiene alla seguente comunità vegetale:
Formazione: delle comunità terofiche pioniere nitrofile
Classe: Stellarietea mediae

#### Areale italiano
Per l'areale completo italiano Cirsium arvense appartiene alla seguente comunità vegetale:
Macrotipologia: vegetazione erbacea sinantropica, ruderale e megaforbieti
Classe: Artemisietea-vulgaris Lohmeyer, Preising & Tüxen ex Von Rochow, 1951
Ordine: Onopordetalia-acanthii Br.-Bl. & Tüxen ex Klika in Klika & Hadač, 1944
Alleanza: Dauco carotae-Melilotion albi Gors, 1966
Descrizione. L'alleanza Dauco carotae-Melilotion albi è relativa alle comunità ruderali nitrofile di specie erbacee con cicli biologici bienni e perenni su suoli aridi e poveri di nutrienti con elevato contenuto di ghiaia e detriti. Questa alleanza è distribuita nell’Europa centrale da cui si è in seguito diffusa tramite mezzi antropogenici (strade, ferrovie e spostamenti umani).
Specie presenti nell'associazione: Oenothera biennis, Reseda lutea, Cichorium intybus, Cirsium arvense, Verbascum densiflorum, Verbascum nigrum, Achillea millefolium, Artemisia vulgaris, Elytrigia repens, Pastinaca sativa subsp. urens, Reseda lutea, Melilotus albus, Melilotus officinalis, Linaria vulgaris, Medicago sativa, Erigeron annuus, Erysimum hieracifolium, Saponaria officinalis, Solidago canadensis, Crepis rhoeadifolia e Crepis setosa.

## Ecologia

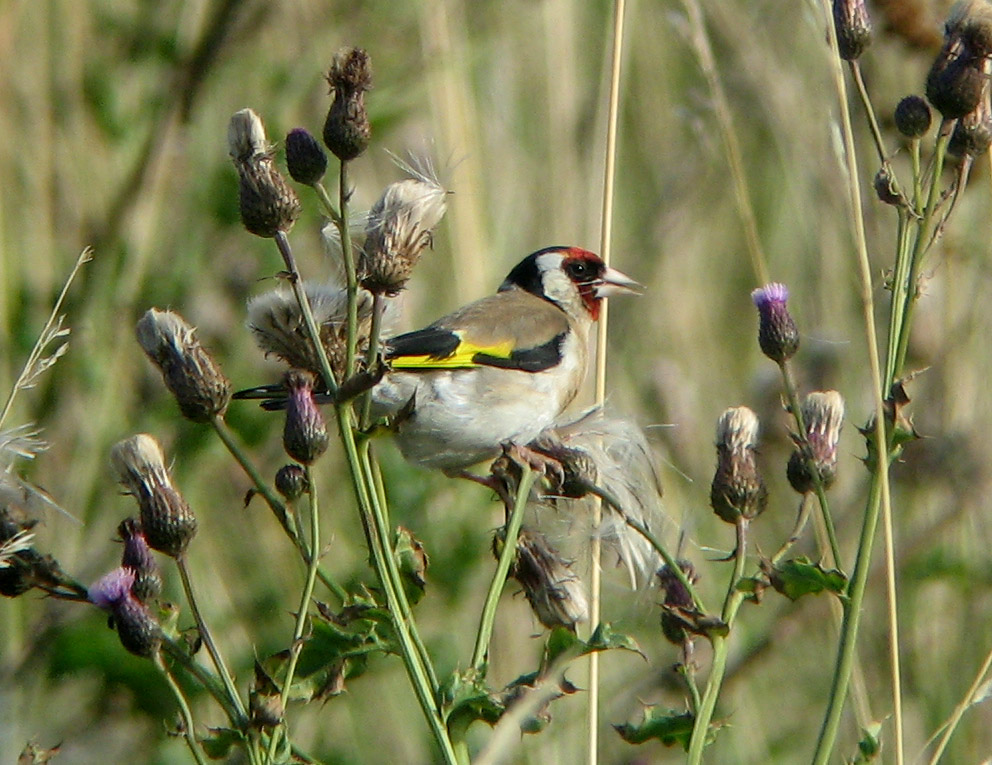
Un cardellino (Carduelis carduelis) su C. arvense

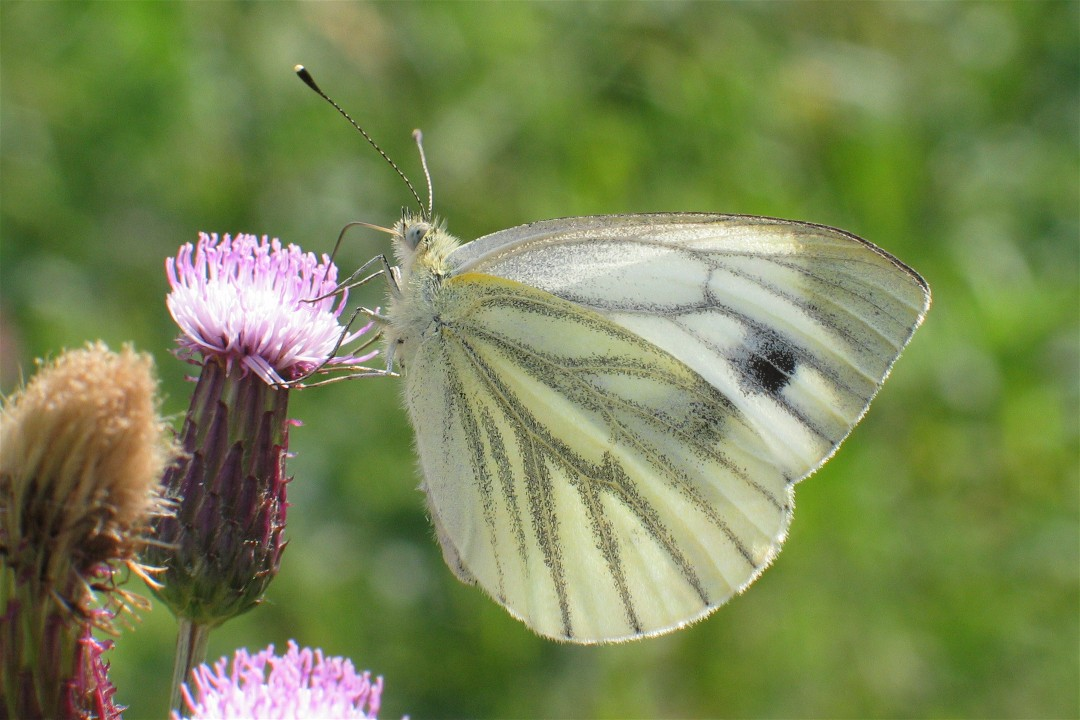
Pieride del navone su C. arvense

I semi del C. arvense sono un'importante fonte di cibo per cardellini, fanelli ed altre specie di fringillidi.
Le foglie fungono da nutrimento per le larve di oltre 20 specie di farfalle, tra cui Vanessa cardui e  Ectropis crepuscularia, e per numerose specie di afidi.
C. arvense, così come altri rappresentanti delle Asteraceae (Centaurea spp., Carduus spp., Galactites spp., Jurinea spp., Pallenis spp., ecc.) fiorisce durante l'estate, in gruppi di più individui, entrando a far parte di biocenosi di tipo mesofilo, (ad esempio i prati alpini), in cui assume una notevole rilevanza ecologica; le infiorescenze nettarifere delle specie sopra citate, che presentano tutte tonalità solitamente comprese tra il rosa e il viola carico, risultano fortemente attrattive per gli adulti di varie specie di farfalle, tra cui Nymphalidae (p.e. Vanessa spp.), Papilionidae (p.e. Iphiclides spp.) e diverse specie della famiglia Pieridae.
Ad esempio si è notata una predilezione per le infiorescenze di Cirsium arvense da parte degli adulti di Pieris napi, oltre che Pieris brassicae e Pieris mannii. Questa capacità attrattiva (che però non è da ritenersi specie-specifica) può essere spiegata sia con la produzione, da parte della pianta, di oli ed essenze particolarmente appetibili per la farfalla, sia con la peculiare gamma cromatica, che orienta l'insetto durante la ricerca del nettare.

## Tassonomia
La famiglia di appartenenza di questa voce (Asteraceae o Compositae, nomen conservandum) probabilmente originaria del Sud America, è la più numerosa del mondo vegetale, comprende oltre 23.000 specie distribuite su 1.535 generi, oppure 22.750 specie e 1.530 generi secondo altre fonti (una delle checklist più aggiornata elenca fino a 1.679 generi). La famiglia attualmente (2021) è divisa in 16 sottofamiglie.
Cardueae è una delle 4 tribù della sottofamiglia. La tribù Cardueae a sua volta è suddivisa in 12 sottotribù (la sottotribù Carduinae è una di queste). Il genere Cirsium elenca 435 specie con una distribuzione cosmopolita, 35 delle quali sono presenti spontaneamente sul territorio italiano.

### Filogenesi
Il genere di questa voce è inserito nel gruppo tassonomico della sottotribù Carduinae. In precedenza provvisoriamente era inserito nel gruppo tassonomico informale "Carduus-Cirsium Group". La posizione filogenetica di questo gruppo nell'ambito della sottotribù è abbastanza vicina al "core" della sottotribù (con il genere Carduus forma un "gruppo fratello") e dalle analisi molecolari è stato calcolato in 7,2 milioni di anni fa la separazione di questo genere dal resto del gruppo (è stato l'ultimo a separarsi).
Il numero cromosomico di Cirsium arvense è 2n=34 e 68.
I caratteri distintivi di questa specie nell'ambito del genere sono:
- il colore della corolla è rosa;
- la superficie superiore delle foglie è priva di spine;
- il fusto è sviluppato normalmente;
- le foglie non sono decorrenti;

Questi caratteri sono più o meno condivisi con le seguenti specie (tra parentesi sono indicati alcuni caratteri distintivi della specie):
- Cirsium tuberosum  (L.) All.  - Cardo tuberoso. (La pagina inferiore delle foglie è tomentosa  grigio – verdastra; i capolini sono lunghi 2 – 3 cm; la radice è ingrossata e fusiforme).
- Cirsium heterophyllum  (L.) Hill - Cardo tagliente. (La pagina inferiore delle foglie è tomentosa biancastra; i capolini raggiungono i 5 cm di lunghezza; le foglie possono essere sia indivise che divise).
- Cirsium alsophilum  (Pollini) Soldano - Cardo montano. (La corolla è di colore purpureo e il suo tubo è minore del resto del fiore (lembo); i capolini hanno tutti i fiori ermafroditi e sono riuniti in una infiorescenza di tipo glomeruloso).
- Cirsium dissectum (L.) Hill.. (Le foglie sono in genere intere o lobate o raramente pennatifide; le infiorescenze sono formate da capolini solitari o raramente possono essere raggruppati in 2 o 3).

### Variabilità
La specie di questa voce è variabile nei seguenti caratteri:
- talvolta le foglie inferiori sono decorrenti;
- la superficie superiore della foglia è subglabra; quella inferiore può essere glabra, ispida o bianco-tomentosa;
- i bordi della foglia sono piani, oppure increspati (più o meno ondulati);
- il contorno delle foglie è variamente ellittico-spatolato e comunque intera.

Per questa specie sono indicate le seguenti varietà:
- Cirsium arvense var. alpestre Nägeli, 1840 - Distribuzione: Francia e Asia centro-orientale
- Cirsium arvense var. integrifolium Wimm. & Grab., 1829 - Distribuzione: dalla Siberia alla Cina e Giappone.
- Cirsium arvense var. vestitum Wimm. & Grab., 1829 - Distribuzione: Caucaso e Asia centrale.

### Sinonimi
Sono elencati alcuni sinonimi per questa entità:
- Aplotaxis pungens DC.
- Breea arvensis  (L.) Less.
- Breea dioica  Less.
- Breea ochrolepidia  (Juz.) Soják
- Breea praealta  Less.
- Breea setosa  (Willd.) Kitam.
- Carduus arvensis  (L.) Robson
- Carduus haemorrhoidalis  DC.
- Carduus serratuloides  Neck.
- Cephalonoplos arvensis  (L.) Fourr.
- Cephalonoplos ochrolepidium  (Juz.) Juz.
- Cephalonoplos setosus  (Willd.) Kitam.
- Cirsium albicans  Willk.
- Cirsium albiflorum  Kitag.
- Cirsium argenteum  Peyer ex Vest
- Cirsium argunense  DC.
- Cirsium arvense f. albiflorum  Kitag.
- Cirsium arvense f. albiflorum  (E.L.Rand & Redfield) R.Hoffm.
- Cirsium arvense var. argenteum  (Peyer ex Vest) Fiori
- Cirsium arvense var. horridum  Wimm. & Grab.
- Cirsium arvense f. incanum  (Beck) Gajic
- Cirsium arvense var. mite  Wimm. & Grab.
- Cirsium arvense f. rubricaule  Lepage
- Cirsium arvense subsp. setosum  (Willd.) Iljin
- Cirsium arvense var. setosum  (Willd.) Hohen.
- Cirsium arvense var. subalatum  (Ledeb.) Ledeb.
- Cirsium dioicum  Cass.
- Cirsium halophilum  Turcz. ex Herder
- Cirsium horridum  (Wimm. & Grab.) Stankov
- Cirsium laevigatum  Tausch
- Cirsium macrostylon  (Moretti) Rchb.
- Cirsium mutatum  Menyh.
- Cirsium neglectum  Fisch. ex Spreng.
- Cirsium ochrolepidium  Juz.
- Cirsium praealtum  Cass.
- Cirsium rubricaule  Novopokr.
- Cirsium ruthenicum  Fisch.
- Cirsium setosum  (Willd.) Besser
- Cirsium setosum var. mite (Wimm. & Grab.) Tzvelev
- Cirsium setosum var. suba latum Ledeb.
- Cirsium sordidum  Wallr.
- Cnicus arvensis  (L.) Hoffm.
- Cnicus arvensis  (L.) Roth
- Cnicus arvensis f. albiflorus  E.L.Rand & Redfield
- Cnicus arvensis var. setosus  (Willd.) Maxim.
- Cnicus lanatus  Willd.
- Cnicus macrostylus  Moretti
- Cnicus ruthenicus  J.Henning
- Cnicus setosus  (Willd.) Besser
- Ixine arvensis  Hill
- Saussurea pungens  (DC.) Sch.Bip.
- Serratula arvensis  L.
- Serratula campestris  Schweigg. ex DC.
- Serratula complanata  Schweigg.
- Serratula lanata  Poir.
- Serratula setosa  Willd.
- Serratula spinosa  Gilib.